# Temple mormon de Bountiful
Le temple mormon de Bountiful est un temple de l’Église de Jésus-Christ des saints des derniers jours situé à Bountiful, dans l’État de l’Utah, aux États-Unis. Il a été inauguré le 8 janvier 1995.